# ロシアン佐藤
ロシアン佐藤（ロシアン さとう、本名：佐藤 ひとみ、1985年9月18日 -  ）は、日本のYouTuber、タレント、元フードファイター。島根県出雲市出身。血液型はA型。エッジニア合同会社に所属し、共同代表兼COOを務めている。

## 人物・略歴
- 2008年のテレビ東京系特別番組「元祖!大食い王決定戦〜打倒ギャル曽根!爆食戦国絵巻〜（女性限定新人戦）」の大阪予選で第2回戦で敗退したが、番組推薦枠で本戦出場。準々決勝まで進み、結果は5位。これがデビューとなった。当時、ロシア帽を被っていたことから番組司会者の中村有志に「ロシアン佐藤」と呼ばれた。
- 2008年4月からはITソフトウェア企業の正社員としてシステムエンジニア・デザイナーとして働きながら、フードファイター・タレントとしても活動[3]。
- 2009年「元祖!大食い王決定戦 最強の名を継ぐ者たち」準優勝。
- 2014年6月、テレビ東京系特別番組「国別対抗!大食い世界一決定戦」で日本代表として出場。
- 2015年9月、YouTubeチャンネルを開設し、YouTuberとしても活動し始める。
- 2016年1月「国別対抗!大食い世界一決定戦」にチームのキャプテンとして出場。決勝の対アメリカ戦でパトリックに敗北。
- 2016年6月、5月末にシステムエンジニアとして、8年2ヶ月働いていた株式会社プロビズモを退職し、エッジニア合同会社を設立[5]。同社の共同代表兼COOに就任[6]。
- 2021年7月、自身のnoteにてフードファイターとしての引退を発表[7]。
- 2023年1月26日、Youtubeチャンネル登録者数が100万人に到達したことを動画で報告[4]。
- 2023年12月13日、YouTube Fanfest Japan 2023（ユーチューブ ファンフェス）にてRED CARPETの今年100万人を達成した約20組に選出される。[8]

## 主な出演

### テレビ
- 日曜ビッグバラエティ（テレビ東京系列）
  - 元祖！大食い王決定戦 打倒ギャル曽根！爆食戦国絵巻〜ハワイ編（2008年3月30日）5位
  - 元祖！大食い王決定戦 新爆食伝説誕生戦〜タイ編（2008年9月28日）2回戦進出
  - 元祖！大食い王決定戦 最強の名を継ぐ者たち〜マカオ編（2009年9月27日）準優勝
  - 元祖！大食い王決定戦 爆食女神 終わりなき聖戦〜ハワイ編（2010年3月21日）準優勝
  - 元祖！大食い王決定戦 爆食なでしこ乱れ咲き〜ベトナム編（2012年4月8日）5位
  - 元祖！大食い王決定戦 限界を突き抜ける者たち〜マカオ編（2012年9月30日）4位
  - 元祖！大食い王決定戦 真!最強伝説〜シンガポール編（2013年9月29日）4位
  - 国別対抗!大食い世界一決定戦（2014年6月22日）- 準優勝（チーム戦）
  - 国別対抗!大食い世界一決定戦（2016年1月1日）- 準優勝（チーム戦、日本代表リーダー）
- 腹ペコ!なでしこグルメ旅（2013年10月4日 - 2015年6月12日、テレビ東京系列）準レギュラー
- 水曜日のダウンタウン（番組の企画のシミュレーターとしても活動）

### Web
- 料理のレシピ動画メディア「Party Kitchen」（2017年6月2日 - ）[9]
- 知って得するお金の情報メディア「マネ会」[10]

### イベント
- 福岡県みやま市 まるごとみやま秋穫祭（2016年11月20日、みやま市立図書館駐車場周辺）
- 東京ミートレア〜We ♡ 肉！ 7周年祭〜（2016年12月3日、東京ミートレア）
- さいたまハウジングパーク「新春ハウジングフェア」（2017年1月15日）
- もえのあずき＆ロシアン佐藤バラエティーライブショー（2018年1月13日、プラザ浦和）[11]